# Туманова, Валентина Алексеевна
Валентина Алексеевна Туманова (в девичестве Кадрова; 8 марта 1932,  РСФСР, СССР — 4 апреля 2023, Москва, Россия) — советская и российская актриса театра и кино, мастер озвучивания.

## Биография
Родилась 8 марта 1932 года в СССР.
В 1955 году Туманова окончила Театральное училище имени Щукина и стала актрисой Центрального детского театра.
В 1971—1975 годах работала в Норильском драматическом театре.
В 1975—2000 годах занималась школьной детской самодеятельностью.
Исполняла роль Снегурочки на Кремлёвских ёлках. Также работала и на радио.
Умерла 4 апреля 2023 года в Москве. Прощание состоялось в Городской клинической больнице № 29 имени Баумана, отпевание — в церкви Вознесения Словущего на территории больницы. Похоронена на Хованском кладбище (Центральная территория, уч. 34л).

## Фильмография
- Чекан души (фильм-спектакль, 1964)
- Мягкий характер (фильм-спектакль, 1965)
- Финист - Ясный сокол (фильм-спектакль, 1965)
- Карлик Нос (фильм-спектакль); (Ганна, 1970)
- Чужие письма (1975)
- Роща памяти (эпизод, 1982)

## Театральные работы

### Российский академический Молодежный театр
- Борис Годунов / Царевна Ксения
- В поисках радости / Вера Третьякова
- Веселое сновидение / Клава (во сне Карта)
- Волшебный цветок / Птичка
- Волынщик из Стракониц / Каченка, дочь Канифоли
- Вольные мастера / Юля, заведующая колхозным клубом
- Гусиное перо / Элегантная блондинка
- Двадцать лет спустя / Нина
- Девочка и апрель / Таня
- Дом под солнцем / Ирина
- Дух Фландрии / Неле
- Золотой ключик (1959) / Мальвина
- Мы втроем поехали на целину / В народных сценах
- На улице Уитмена / Тони, дочь Тилденов
- Начало пути / Аллочка, дочь Хардина
- Петька в космосе / Люся
- Питер Пэн / Венди
- Приключения Кроша / Майка
- Пристань "Кувшинка" / Оленька
- Рамаяна / Тара, жена Сугривы
- Санька / Алла Ножкина
- Сказка / Виллен, товарищ Шурика
- Сказки / Лягушка ("Терем-теремок")
- Снежная королева (1971) / Ворона
- Сомбреро / Алла
- Судьба барабанщика / Сергей, сын Щербачова
- Тили-тили-тесто / Тоня
- Том Сойер / Том Сойер
- Удивительный год / Ольга Александровна
- Хижина дяди Тома / Мэри, дочь Шелби
- Чудеса в полдень / Толя

И многие другие роли.

## Радиоспектакль
- Алые паруса — Ассоль[11]

## Озвучивание мультфильмов
- 1958 — Петя и Красная Шапочка — Красная Шапочка
- 1961 — Дорогая копейка — Копейка
- 1961 — Ключ — робот Малютка
- 1962 — Дикие лебеди — Элиза
- 1964 — Ситцевая улица — Пушок
- 1965 — Чьи в лесу шишки? — Белка
- 1966 — Самый, самый, самый, самый — Горлица / Голубчик